# Capa (náutica)

Ejemplo de una maniobra de Capa en un balandro, con el viento proveniente de la parte superior del diagrama, con la adecuada orientación del Foque, Vela mayor y timón

En náutica, capa (acuartelado) es el estado en el que se halla una buque de vela después de maniobrar convenientemente según las circunstancias, para mantenerse en el mar casi parado lo más proa al viento posible.
La ejecución de la maniobra se expresa con las frases hacer capa y ponerse a la capa, más usada la última.
Levantar la capa denota la acción de que el buque, puesto el rumbo conveniente, tome arrancada y vuelva a marchar avante.
Se dice facha y pairo si la maniobra de ponerse a la capa tiene por objeto hacer que el barco quede inmóvil o que en gran modo disminuya su andar para ponerse al habla con otro, esperar a la embarcación con la que se navega o para otra comisión o servicio cualquiera; y propiamente capa se ejecuta porque, habiendo mucha mar y ser muy fuerte el viento y contrario a la derrota de la nave, se hace imposible barloventear virando de vuelta y vuelta.
Diferentes son los modos empleados para ponerse y aguantarse a la capa, que varían según la mayor o menor fuerza del viento, y sobre todo, según las propiedades marineras del barco, pero esencialmente consiste la maniobra en ceñir el viento de la vuelta más conveniente con el aparejo dispuesto de modo que se aguante el buque en el punto donde se encuentre, haciendo el menor camino posible y sin caer mucho sotavento.
Si bien no hay reglas fijas y constantes para ponerse a la capa con toda clase de barcos y estados del viento y de la mar, conviene tener presente que cuando el buque tiene el centro de gravedad muy bajo, tiene mayor estabilidad. Pero siendo menor su propensión a orzar y más violentos sus balances, se expone a un desarbolo. En tales casos conviene capear con velas altas, para aguantar el barco y tenerlo más sosegado, haciéndole sumergir más y escorar, con lo cual partirá al puño con más facilidad.
Si el centro de gravedad está muy elevado, el barco tiene poca estabilidad, escora mucho, tiene propensión a partir al puño y aguanta menos velas. En tal caso capeará bien con velas bajas y sus movimientos de balance serán muy suaves. 
Cuando la mar es arbolada, la capa con velas bajas presenta el gran inconveniente de que las velas se quedan fácilmente sin viento por interponerse las olas, con lo que disminuye la salida del buque, y por consiguiente tiene éste mal gobierno, y está muy expuesto a atravesarse a la mar y sufrir grandes averías. Para evitar esto deberá procurarse que baje el centro de gravedad, lo cual podrá conseguirse echando a la bodega cuantos pesos sean posible de los que hay sobre cubierta, quitando pesos altos de la arboladura, arriando vergas, calando masteleros, e incluso despasando los cabos de maniobra que sean necesarios. En todos los caso conviene aliviar de peso las cabezas del buque para que no trabaje en la capa, y correr pesos hacia las amuradas para disminuir las oscilaciones. También debe procurarse llevar la cantidad de vela necesaria, para que llevando salida abata menos hacia sotavento. Si el buque va muy calado de popa, conviene llevar vela a proa para que se sumerja esta parte del barco, pues la popa hace que sea mayor la resistencia lateral y el buque tiene propensión a la arribada. Estando a la capa es necesario poner el timón todo a orza, pues las olas que chocan con la proa hace que ésta gire hacia sotavento. 
Cuando el barco puesto a la capa lleva bastante salida para poder gobernar se dice capa corrida.
La capa sin ninguna vela se llama capa seca, a palo seco o a la bretona, y a ella se apela cuando hay velas que alargar por haberse rifado. para ello se bracean en cruz las vergas de proa y por sotavento las de popa, colocando el timón a la misma banda. El esfuerzo del viento en las vergas de popa en la disposición en que están, hará orzar el buque ayudando al timón. Este método es casi impracticable, pues padece considerablemente el casco y la arboladura, los balances son muy fuertes y malo el gobierno, por lo que no se emplea sino habiendo poca mar y cuando las circunstancias a ello obligan, por no ser factible recurrir a otro modo de capear.
Se llaman velas de capa las dispuestas para servir cuando se está a la capa, que son fuertes y muy reforzadas. Las que usualmente tienen los veleros son trinquetilla y mesana, y algunos llevan también mayor de capa.